# Вимірна функція
Вимірні функції  — певний клас функцій заданих на множинах з мірою. Широко використовуються в теорії міри і теорії ймовірностей.

## Визначення
Нехай {\displaystyle (X,{\mathcal {F}})} і {\displaystyle (Y,{\mathcal {G}})} дві множини з визначеними алгебрами підмножин. Тоді функція {\displaystyle f:X\to Y} називається {\displaystyle {\mathcal {F}}/{\mathcal {G}}}-вимірною, або просто вимірною, якщо повний прообраз довільної множини із {\displaystyle {\mathcal {G}}} належить {\displaystyle {\mathcal {F}}}, тобто
{\displaystyle \forall B\in {\mathcal {G}},\;f^{-1}(B)\in {\mathcal {F}},}
де {\displaystyle f^{-1}(B)} повний прообраз множини {\displaystyle B}.

## Замітка
- Якщо {\displaystyle \,X} и {\displaystyle \,Y} — топологічні простори, і алгебри {\displaystyle {\mathcal {F}}} і {\displaystyle {\mathcal {G}}} явно не вказані, то вважається, що це борелівські σ-алгебри відповідних просторів.

## Дійснозначні вимірні функції
Нехай задана функція {\displaystyle f:(X,{\mathcal {F}})\to (\mathbb {R} ,{\mathcal {B}}(\mathbb {R} ))}. Тоді справедливі такі визначення:
- Функція {\displaystyle f} вимірна, якщо

{\displaystyle \forall c\in \mathbb {R} ,\;\{x\in X\mid f(x)\leq c\}\in {\mathcal {F}}}.
- Функція {\displaystyle f} вимірна, якщо

{\displaystyle \forall a,b\in \mathbb {R} }, таких що {\displaystyle a\leq b}, маємо {\displaystyle \{x\in X\mid f(x)\in |a,b|\}\in {\mathcal {F}}},
де {\displaystyle |a,b|} позначає довільний інтервал, відкритий, напіввідкритий чи замкнутий.
- Якщо {\displaystyle f:(X,{\mathcal {F}})\to (\mathbb {R} _{+}\cup +\infty ,{\mathcal {B}}(\mathbb {R} _{+}\cup +\infty ))} є невід'ємною дійснозначною функцією то вона є вимірною тоді й лише тоді коли вона є поточковою границею деякої поточково неспадної послідовності {\displaystyle f_{n}} невід'ємних простих вимірних функцій.

## Пов'язані визначення
- Нехай {\displaystyle (X,{\mathcal {F}})=(\mathbb {R} ,{\mathcal {B}}(\mathbb {R} ))} і {\displaystyle (Y,{\mathcal {G}})=(\mathbb {R} ,{\mathcal {B}}(\mathbb {R} ))} — дві копії дійсної прямої разом з борелівською σ-алгеброю. Тоді вимірна функція {\displaystyle f:(\mathbb {R} ,{\mathcal {B}}(\mathbb {R} ))\to (\mathbb {R} ,{\mathcal {B}}(\mathbb {R} ))} називається борелівською.
- Вимірна функція {\displaystyle f:(\Omega ,{\mathcal {F}})\to (Y,{\mathcal {G}})}, де {\displaystyle \Omega } — множина елементарних подій, а {\displaystyle {\mathcal {F}}} — σ-алгебра випадкових подій, називається випадковим елементом.

## Приклади
- Нехай {\displaystyle f:\mathbb {R} \to \mathbb {R} } — неперервна функція. Тоді вона вимірна відносно борелівської σ-алгебри на числовій прямій.
- Нехай {\displaystyle f:(X,{\mathcal {F}})\to (\mathbb {R} ,{\mathcal {B}}(\mathbb {R} )),} і {\displaystyle f(x)=\mathbf {1} _{A}(x),\;x\in X} — індикатор множини {\displaystyle A\not \in {\mathcal {F}}.} Тод функція {\displaystyle f} не є вимірною.

## Властивості вимірних функцій
- Сума і добуток вимірних функцій є вимірними функціями.
- Супремум зліченної множини дійснозначних вимірних функцій є вимірною функцією.
- Поточкова границя послідовності вимірних функцій є вимірною функцією.